# ثابت حرکت
در مکانیک، ثابت حرکت کمیتی است که در طول حرکت پایسته (ثابت) می‌ماند و محدودیتی را بر حرکت تحمیل می‌کند. مثال‌های متداول شامل انرژی، تکانه خطی، تکانه زاویه ای است.

## کاربردها
ثابت‌های حرکت مفید هستند زیرا اجازه می‌دهند ویژگی‌های حرکت بدون حل معادلات حرکت بدست آیند. خوشبختانه در مواردی، حتی مسیر حرکت را می‌توان از محل تلاقی سطوح هم سطح مربوط به ثابت‌های حرکت بدست آورد؛ بنابراین، شناسایی ثابت‌های حرکت یک هدف مهم در مکانیک است.

## روش‌های شناسایی ثابت‌های حرکت
روشهای گوناگونی برای شناسایی ثابت‌های حرکت وجود دارد.
- ساده‌ترین اما غیر سیستماتیک‌ترین رویکرد، بدست آوردن شهودی است که در آن گمان می‌شود یک کمیت ثابت حرکت باشد (شاید به دلیل داده‌های تجربی) و سپس به صورت ریاضی نشان داده می‌شود که در کل حرکت پایسته می‌ماند.
- معادلات همیلتون - جاکوبی روشی معمولاً مورد استفاده و سرراست برای شناسایی ثابت‌های حرکت ارائه می‌دهد، به ویژه هنگامی که همیلتونین فرم تابعی‌های قابل تشخیص را در مختصات متعامد اتخاذ می‌کند.
- رویکرد دیگر آنست که بدانیم هر کمیت پایسته متناسب با یک تقارن لاگرانژی است. قضیه نوتر روشی سیستماتیک برای یافتن چنین مقادیری (پایسته‌ای) از تقارن فراهم می‌کند. به عنوان مثال، پایستگی انرژی از ناوردایی (تغییرناپذیری) لاگرانژی تحت تغییر در مبدأ زمان نتیجه می‌شود (همگنی زمان)، پایستگی تکانه خطی از ناوردایی لاگرانژی در تغییر در مبدأ فضا (تقارن انتقالی) بدست می‌آید (همگنی فضا) و پایستگی تکانه زاویه‌ای نیز از ناوردایی لاگرانژی تحت چرخش حاصل می‌شود (همسانگردی فضا). عکس این مطلب نیز درست است؛ هر تقارن لاگرانژی با یک ثابت حرکت مربوط می‌شود که غالباً یک بار یا جریان پایسته نامیده می‌شود.
- یک کمیت A ثابت حرکت است اگر مشتق کلی زمان آن صفر باشد

{\displaystyle 0={\frac {dA}{dt}}={\frac {\partial A}{\partial t}}+\{A,H\}.}
که هنگامی رخ می‌دهد که عملگر کروشه پواسن آن با همیلتونین برابر منفی مشتق جزئی آن نسبت به زمان باشد.
{\displaystyle {\frac {\partial A}{\partial t}}=-\{A,H\}.}